# Kostiumologia
Kostiumologia – nauka zajmująca się historią ubiorów, zapoczątkowana w XVI wieku. Od XVII wieku rozwijana była przede wszystkim we Francji. Pierwsze publikacje kostiumologiczne w języku polskim opracowano w XIX wieku, na co wpływ miała popularność malarstwa historycznego.